# 環境報告書賞
環境報告書賞（かんきょうほうこくしょしょう）は、東洋経済新報社とグリーンリポーティング・フォーラムが共催し、企業が発行する環境報告書を審査する表彰制度。1998年創設。